# Henric I, Conte de Gorizia
Henric I (d. 10/11 octombrie 1148/1149) aparținând Casei de Gorizia, a fost conte de Gorizia din jurul anului 1142 până la sfârșitul vieții și advocatus (în germană vogt) în Aquileia sub numele Henric al II-lea.

## Biografie
Părinții săi au fost Meinhard I de Gorizia și Elisabeta (Ellisa) de Schwarzenburg, fiica contelui Botho de Schwarzenburg (Bavaria) și a soției sale Petrissa.
Henric I este menționat pentru prima dată în 1139 împreună cu tatăl său, Meinhard I, într-un document emis de patriarhul Pilgrim de Aquileia. După moartea tatălui său în jurul anului 1142, el a preluat domnia împreună cu fratele său, contele Engelbert al II-lea. Henric a fost menționat ultima dată într-un document în 1147 ca vogt de Aquileia.  
Henric a fost probabil necăsătorit, deoarece nu există nicio dovadă a existenței unei soții sau a copiilor săi. În Tratatul de la Ramuscello încheiat de fratele său Engelbert al II-lea de Gorizia și patriarhul Aquileiei pe 21 aprilie 1150, Henric este menționat ca decedat. El a murit în 1148/1149, conform registrului deceselor din Aquileia pe 10/11 octombrie. Engelbert al II-lea a continuat să cârmuiască singur după moartea fratelui său, Henric. 